# Miconia rimachii
Miconia rimachii är en tvåhjärtbladig växtart som beskrevs av John Julius Wurdack. Miconia rimachii ingår i släktet Miconia och familjen Melastomataceae. Inga underarter finns listade i Catalogue of Life.